# Drosophila rellima
Drosophila rellima är en tvåvingeart som beskrevs av Wheeler 1960. Drosophila rellima ingår i släktet Drosophila och familjen daggflugor.
Artens utbredningsområde är Oregon, Kalifornien och Nebraska.